# Ljubov' Uspenskaja
Ljubov' Zalmanovna Uspenskaja, nata Sicker (in russo Сицкер?) (in russo Любовь Залмановна Успенская?; in inglese Lyubov Zalmanovna Uspenskaya; Kiev, 24 febbraio 1954), è una cantante russo-statunitense, già sovietica.

## Discografia
- 1985 – My Loved One
- 1993 – Ėkspress v Monte-Karlo
- 1993 – Ne zabyvaj
- 1994 – Daleko, daleko
- 1996 – Karusel'
- 1997 – Propadaju ja
- 2003 – Gor'kij šokolad
- 2007 – K edinstvennomu, nežnomu...
- 2010 – Leti, moja devočka, leti
- 2012 – Istorija odnoj ljubvi
- 2016 – Eščё ljublju...
- 2019 – Značit, pora

## Riconoscimenti
- Rossijskaja nacional'naja muzykal'naja premija Viktorija
  - 2021 – Romanzo urbano dell'anno per Bol'šaja ljubov'[2]